# Microsage infulata
Microsage infulata är en stekelart som först beskrevs av Cresson 1868.  Microsage infulata ingår i släktet Microsage och familjen brokparasitsteklar. Inga underarter finns listade i Catalogue of Life.